# Армейский научно-исследовательский институт имени Уолтера Рида
Армейский научно-исследовательский институт имени Уолтера Рида (Walter Reed Army Institute of Research, WRAIR) — крупнейшее биомедицинское научно-исследовательское учреждение, находящееся в ведении Министерства обороны США. Институт расположен в штате Мэриленд, к северу от Вашингтона, и является подчинённым подразделением Управления медицинских исследований и материально-технического обеспечения Армии США (USAMRMC) со штаб-квартирой в близлежащем Форт-Детрике, штат Мэриленд.

## История
История центра начиналась как лагерь по исследованию бактериологического оружия, основанного в 1943 году. После Второй мировой войны здесь проводились опыты над людьми с использованием опыта нацистских экспертов. Одним из проектов в этой сфере был МК-Ультра, которым руководил Сидни Готтлиб. 36 лет сотрудником центра был микробиолог Брюс Айвинс, которого подозревали в рассылке рассылки писем с сибирской язвой в 2001 году.
В июле 2019 года вскрылись детали об исследованиях в Форт-Детрике использования заражённых болезнью Лайма клещей в качестве биологического оружия в период с 1950 по 1975 год.
В августе 2019 года сообщалось об утечке опасных веществ из биолаборатории и о приостановке её работы.
В марте 2020 года власти КНР называли лабораторию в Форт-Детрике как возможный источник пандемии коронавируса. Похожую версию высказал и канадский эксперт, ссылаясь на «странные» смерти от пневмонии в США в августе 2019 года.

## Цели и задачи
Миссией института является проведение биомедицинских исследований, которые отвечают потребностям Министерства обороны и Армии США в создании средств спасения жизней, в том числе знаний, технологий и медицинской техники, которые обеспечивают боевую эффективность военнослужащих.

## Организационная структура
В составе института находятся следующие основные структурные подразделения со следующими специализациями:
Центр военной психиатрии и неврологии
- Поведенческая биология
- Взрывная нейротравма
- Травма головного мозга Нейропротекция и нейроресурс
- Военная психиатрия
- Исследовательский переходный офис

Центр инфекционных заболеваний
- Бактериальные заболевания
- Энтомология
- Военная программа исследования ВИЧ в США (Проект Уолтер Рид в Университет Макерере, MUWRP)
- Программа военной малярии
- Профилактическая медицина
- Вирусные заболевания

Отдел научного образования и стратегических коммуникаций

## Скандалы
В 1985 году советская и индийская пресса обвиняли лаборатории в Форт-Детрике в создании вируса СПИД

## В искусстве
Форт-Детрик упоминается в
- фантастическом триллере Оливера Хиршбигеля Вторжение (2007) как военная лаборатория, где производится вакцина против инопланетного вируса.
- фильме Эпидемия, 1995 года выпуска